# Alexander Wassiljewitsch Gorbatow

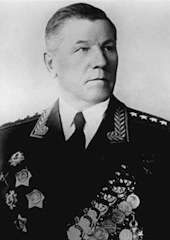
Alexander Wassiljewitsch Gorbatow (nach 1955)

Alexander Wassiljewitsch Gorbatow (russisch Александр Васильевич Горбатов; * 21. März 1891 in Palech; † 7. Dezember 1973 in Moskau) war ein sowjetischer Offizier, zuletzt im Range eines Armeegeneral (1955). Am 10. April 1945 wurde ihm der Ehrentitel Held der Sowjetunion verliehen (Verleihungsnummer 6459). Im Zweiten Weltkrieg von 1943 bis 1945 war er Befehlshaber der 3. Armee und 1950–1954 Kommandeur der sowjetischen Luftstreitkräfte.

## Leben
Alexander Gorbatow wurde 1891 als Bauernsohn im Dorf Pachotino (heute Palech) in der Oblast Iwanowo geboren. 1902 absolvierte er eine Landwirtschaftsschule und arbeitete abwechselnd im Sommer am Bauernhof seines Vaters, während des Winters in einer Schuhfabrik in Schuja.

### Frühe Militärkarriere
Im Oktober 1912 trat er in den zaristischen Militärdienst ein und diente im 17. Husaren-Regiment von Tschernigow. Während des Ersten Weltkriegs kämpfte er in Galizien, in den Karpaten und am Stochod, wurde zum Unteroffizier befördert und wegen seiner Tapferkeit mit mehreren Medaillen und dem Georgskreuz ausgezeichnet.
Er wurde 1919 Mitglied der KPdSU und meldete sich im August 1919 als Freiwilliger für die Rote Armee. Gorbatow kämpfte während des Bürgerkrieges zunächst in einer Kavallerie-Schwadron, ab April 1920 im 58. Kavallerie-Regiment und ab August desselben Jahres bei einer selbständigen baschkirischen Kavallerie-Brigade. Ende 1920 kämpfte er gegen die Armeen von General A. I. Denikin und gegen die Truppen von S. W. Petljura.
Nach dem Bürgerkrieg wurde Gorbatow 1921 Kommandant des 7. Kosaken-Kavallerie-Regiments von Tschernigow und 1928 Kommandeur einer Reiterbrigade der 3. Kavallerie-Division. Am 11. Januar 1933 wurde er Kommandant der 4. Turkestanischen Gebirgs-Kavallerie-Division, die in Merw in Garnison lag. Er absolvierte zwischen 1926 und 1930 mehrere Fortbildungskurse in Moskau. Am 26. November 1935 erreichte er den Rang eines Brigadekommandeur und wurde im Mai 1936 zum Kommandeur der in Starokonstantinow stationierten 2. Kavalleriedivision (7. Kavalleriekorps) im Militärbezirk Kiew bestellt.
Während der Massenrepressionen in der Roten Armee wurde Gorbatow im September 1937 „wegen Kontakts mit den Feinden des Volkes“ von seinem Posten entfernt und aus der KPdSU ausgeschlossen. Im März 1938 wurde er wieder zum stellvertretenden Kommandeur des 6. Kavalleriekorps ernannt. Während der zweiten Welle der Säuberungen unter Stalin wurde er im Oktober 1938 abermals suspendiert, am 8. Mai 1939 festgenommen und nach Artikel 58 des Strafgesetzbuches der RSFSR zu 15 Jahren Haft und 5 Jahren Freiheitsentzug verurteilt. Die Bestrafung erfolgte im Straflager Kolyma, wo er an Skorbut erkrankte. Nach nochmaliger Überprüfung seines Falls wurde er am 5. März 1941 freigesetzt und nach einer Behandlung in einem Sanatorium im April desselben Jahres zum stellvertretenden Kommandeur des 25. Schützenkorps ernannt.

### Vaterländischer Krieg
Zu Beginn des Vaterländischen Krieges kämpfte Gorbatow im Rahmen der 19. Armee an der Westfront und nahm Anfang Juli 1941 an der Schlacht um Witebsk teil.
Er wurde mit seinen Truppen von der Hauptmacht abgeschnitten, ordnete seine zurückgehenden Truppenteile neu und konnte sich im Raum Jarzewo vier Tage lang verteidigen. Am 22. Juli wurde er bei den Kämpfen verletzt und zur Behandlung nach Moskau ausgeflogen. Nach seiner Wiederherstellung wurde er am 1. Oktober 1941 zum Kommandeur der 226. Schützendivision ernannt, die bei der Südwestfront und an Verteidigungsschlachten im Raum Charkow eingesetzt war.
Am 25. Dezember 1941 wurde er zum Generalmajor befördert und mit dem Rotbannerorden ausgezeichnet. Ab Juni 1942 war Gorbatow als Inspektor der Kavallerie der Südwestfront eingesetzt und ab August in gleicher Position bei der Stalingrader Front. Im Oktober 1942 war er stellvertretender Befehlshaber der 24. Armee der Stalingrad- später der Donfront und Teilnehmer an der Schlacht von Stalingrad. Am 28. April 1943 erfolgte seine Beförderung zum Generalleutnant und die Übertragung der Führung des 20. Gardekorps der 4. Gardearmee. Von Juni 1943 bis zum Kriegsende 1945 war er Befehlshaber der 3. Armee und wurde am 29. Juni 1944 zum Generaloberst ernannt. Seine Truppen kämpften in den Operationen von Orjol, Brjansk, Tschernigow-Pripjat, Belarus und Lomscha. Für seine Leistungen beim Durchbruch der feindlichen Verteidigungsstellungen in Ostpreußen wurde ihm am 10. April 1945 der Titel Held der Sowjetunion verliehen. Zu diesem Zeitpunkt war er bereits Träger des Suworow-Ordens I. und II. Klasse und des Kutusowordens I. und II. Klasse. Nach dem Einsatz seiner Truppen in der Berliner Operation wurde er nach dem Tod des Generalobersten Nikolai Bersarin im Juni 1945 zum Stadtkommandanten von Berlin ernannt, gleichzeitig übernahm er das Kommando der 5. Stoßarmee in Ost-Deutschland.

### Nachkriegszeit
Im November 1945 wurde Gorbatow gleichzeitig mit dem Befehl der Lufttruppen in Mecklenburg-Vorpommern ernannt. Ab November 1946 kommandierte er die 11. Garde-Armee im Baltischen Militärbezirk. Seit März 1950 war er Kommandeur der Garde-Luftarmee und ab Mai 1953 Kommandeur der Luftstreitkräfte. Im Mai 1954 wurde er Befehlshaber des Militärbezirks Baltikum und am 8. August 1955 zum Armeegeneral befördert. Ab April 1958 fungierte er als Mitglied des Vorstandes der Gruppe der Generalinspektoren im Verteidigungsministerium der UdSSR. Von 1952 bis 1961 war er Mitglied im Zentralkomitee der KPdSU und Stellvertreter des Obersten Sowjets der UdSSR. Er verstarb am 7. Dezember 1973 in Moskau und wurde auf dem Nowodewitschi-Friedhof beigesetzt.

## Veröffentlichung
- А. В. Горбатов: Годы и войны (dt.: Jahre und Kriege), 2-е издание.- Воениздат, Moskau 1980.